# Visions of Atlantis
Visions of Atlantis je metalová kapela pocházející z rakouského Štýrska.

## Členové kapely

### Současní členové
- Clémentine Delauney – zpěv (od 2013)
- Michele Guaitoli – zpěv (od 2018)
- Werner Fiedler – kytara (2000–2005, 2007–2011, od 2013)
- Chris Kamper – klávesy (2000–2003, od 2013)
- Mike Koren – basa (2000–2009, 2013)
- Thomas Caser – bicí (od 2000)

### Bývalí členové
- Nicole Bogner – zpěv (2000–2005)
- Melissa Ferlaak – zpěv (2005–2007)
- Joanna Nieniewska – zpěv (2007–2009)
- Maxi Nil – zpěv (2009–2013)
- Christian Stani – zpěv (2000–2003)
- Mario Plank – zpěv (2003–2013)
- Siegfried Samer – zpěv (2013–2018)
- Wolfgang Koch – kytara (2005–2007)
- Christian Hermsdörfer – kytara (2011–2013)
- Miro Holly – klávesy (2003–2006)
- Martin Harb – klávesy (2006–2013)
- Mario Lochert – basa (2010–2011)

## Diskografie
- Morning in Atlantis (Demo 2000)
- Eternal Endless Infinity (2002)
- Cast Away (2004)
- Trinity (2007)
- Delta (2011)
- EP Maria Magdalena (2011)
- Ethera (2013)
- EP Old Routes - New Wates (2016)
- The Deep & the Dark (2018)
- Wanderers (2019)
- Pirates (2022)

Koncertní alba
- The Deep & The Dark: Live @ Symphonic Metal Nights (2019)

- Pirates Over Wacken (2023)